# Janesville (Iowa)
Janesville és una població dels Estats Units a l'estat d'Iowa. Segons el cens del 2000 tenia 829 habitants.

## Demografia
Segons el cens del 2000, Janesville tenia 829 habitants, 349 habitatges, i 246 famílies. La densitat de població era de 220,7 habitants/km².
Dels 349 habitatges en un 29,2% hi vivien nens de menys de 18 anys, en un 58,2% hi vivien parelles casades, en un 9,7% dones solteres, i en un 29,5% no eren unitats familiars. En el 25,8% dels habitatges hi vivien persones soles el 12,3% de les quals corresponia a persones de 65 anys o més que vivien soles. El nombre mitjà de persones vivint en cada habitatge era de 2,38 i el nombre mitjà de persones que vivien en cada família era de 2,83.
Per edats la població es repartia de la següent manera: un 22,7% tenia menys de 18 anys, un 7,7% entre 18 i 24, un 30,2% entre 25 i 44, un 23,5% de 45 a 60 i un 15,9% 65 anys o més.
L'edat mediana era de 39 anys. Per cada 100 dones de 18 o més anys hi havia 98,5 homes.
La renda mediana per habitatge era de 40.060 $ i la renda mediana per família de 47.143 $. Els homes tenien una renda mediana de 31.488 $ mentre que les dones 21.481 $. La renda per capita de la població era de 18.878 $. Entorn del 2,5% de les famílies i el 3,5% de la població estaven per davall del llindar de pobresa.

## Poblacions més properes
El següent diagrama mostra les poblacions més properes.